# Casting na lásku
Casting na lásku je český film režisérky Evy Toulové z roku 2020.

## Děj
Ústřední postavou romantické komedie je neúspěšná herečka Stela Nebeská, která s blížící se čtyřicítkou zjišťuje, že díru do světa už asi neudělá. Ztrácí angažmá v divadle, kde stejně hrála jen nevýznamné role. Po kariérním neúspěchu přichází i osobní – manžel jí začne podvádět a ani se to nijak moc nesnaží skrývat. Stela se zapřisáhne, že se mu stůj co stůj pomstí a najde si někoho před kým její manžel zbledne závistí. Začne se proto seznamovat, ale co schůzka, to výstřední nápadník a každé rande končí fiaskem.

## Obsazení
- Tereza Petrášková
- Martin Sitta
- Jan Řezníček
- Igor Bareš
- Milan Šteindler
- Václav Vydra nejml.
- Jan Čenský
- Zdeněk Maryška
- Jitka Sedláčková
- Valérie Zawadská
- Lukáš Latinák
- Lukáš Langmajer
- Zuska Velichová
- Anna Schmidtmajerová
- Vojtěch Babišta
- Eva Toulová
- Jiřina Havlová